# Vilém Flusser
Vilém Flusser, född 12 maj 1920 i Prag, död 27 november 1991 i en bilolycka nära den tysk-tjeckiska gränsen, var en tjeckisk filosof, författare och journalist. Flusser levde en stor del av sitt liv i Sao Paulo och innehade brasilianskt medborgarskap. Han bodde senare även i Frankrike. Flussers tidiga texter är influerade av existentialism och fenomenologi och Martin Heidegger. Senare i livet ägnade sig Flusser åt kommunikationsfilosofi, teorier kring konstnärlig produktion och utvecklade även en filosofi om fotografi.

## Biografi
Vilém Flusser föddes in i en judisk familj i Prag, hans pappa, Gustav Flusser, var matematiker och politiskt engagerad i det tyska Socialdemokratiska partiet och hans mamma, född Melitta Basch, kom från en förmögen fabrikörsfamilj och hade konstnärsambitioner.
Vilém började studera i tyska och tjeckiska grundskolan och senare i tyska realgymnasiet i Smíchov där Vilém träffade sin blivande fru Edith Barth.
1938 började Vilém studera juridik på Karlsuniversitetet i Prag, han studerade flitigt fram till mars 1939 då nazisterna invaderade Prag. Viléms och Ediths familjer splittrades, Gustav Flusser var trogen sin tjänst på Prags Handelshögsskola och ville stanna i Prag trots nazisternas intåg, Ediths far hade redan innan invasionen fört över sina tillgångar till London och dit flydde familjen Barth. Gustav Flusser arresterades 1939 och fördes till koncentrationslägret Dachau och senare till Buchenwald, hela Vilém Flussers familj blev subjekt för förintelsen, hans syster, mor och mor- och farföräldrar fördes till Auschwitz  och senare till Theresienstadt. 
Vilém Flusser följde Edith och hennes familj till London 1940 men då Blitzen pågick tvingades familjen och Vilém åter till flykt först till Cornwall i Exeter och sedan till Sao Paulo i Brasilien där Vilém kom att spendera kommande 30 år. I Brasilien arbetade Vilém i en radiofabrik och fortsatte på egen hand sina studier i filosofi, språk och fenomenologi. 1959 blev Flusser lärare i filosofi vid Universitetet i Sao Paulo och följande år började hans texter återkommande publiceras i Revista Brasiliera de Filosofia. Under 60- och 70-talen blev Flusser en välkänd intellektuell i kulturella kretsar och skrev för olika nyhets- och kulturmagasin och dagligen för Folha de Sao Paulo. 1963 påbörjade han en professur i kommunikationsteori i São Paulo och publicerade sin första bok, skriven på portugisiska, Lingua e realidade, fritt översatt till Språk och verklighet.
1972 lämnade Vilém Flusser och hans familj Brasilien för att flytta till Europa och Frankrike. Väl i Europa studerade och skrev Flusser utan att publicera något på flera år, han började utveckla sina medieteorier och filosofiska teorier kring fotografi och bild och 1983 publicerades hans mest kända verk, Für eine Philosophie der Fotografie, En filosofi för fotografin. Under 80-talet reste paret Flusser runt i Europa på föreläsningsturnéer medan Vilém fortsatte att utveckla sina idéer.
Den 27 november 1991 dog Vilém Flusser i en bilolycka nära den Tysk-tjeckiska gränsen på väg från en av sina föreläsningar i Prag, Edith Flusser överlevde olyckan.

## Filosofi och verk
En stor del av Flussers texter är opublicerade eller trycks inte längre. Det faktum att han också skrev på många olika språk, essäistiskt, i många olika tryckta medier såsom dagstidingar och magasin, gör det svårt att överblicka hans filosofiska gärning. Den engelska översättningen av hans mest kända verk Für eine Philosophie der Fotografie utkom först år 2000 i England.
Hans tidiga verk var influerade av Martin Heidegger, med influenser från existentialism och fenomenologi. Hans senare verk präglas av en stilistisk orenhet och sidoställande av olika diskurser och kunskapsfält, som: filosofi, medieteori, antropologi, kommunikationsteori, konst och design samt zoologi.
Flusser började studera och skriva om fotografi under 70- och 80-talen under tiden då datormediet började göra sitt intåg i samhället. Flusser ansåg att fotografiet som en första typ av teknisk bild hade förändrat sättet på vilket människan ser på världen, där han jämförde uppfinnandet av den fotografiska bilden med uppfinnandet av skriften. Flusser delar in den mänskliga historien i teknikskiften, den för-skriftliga kulturen avlöses av skriftkulturen som i sin tur kommer att ersättas av en efterskriftlig bildkultur.